# Trihalometan
Trihalometaner (THM) är kemiska föreningar där tre av väteatomerna i metan har bytts ut mot halogener. Trihalometaner där alla tre halogener är samma kallas haloformer; dessa är fluoroform, kloroform, bromoform och jodoform.
Trihalometaner används huvudsakligen industriellt, som köldmedium och lösningsmedel. Många trihalometaner är cancerogena eller är skadliga för ozonlagret.
| Formel  | Molekylvikt | Systematiskt namn | Andra namn         | Varunamn                      | Molekylmodell |
| ------- | ----------- | ----------------- | ------------------ | ----------------------------- | ------------- |
| CHF3    | 70,01       | Trifluormetan     | Fluoroform         | Freon 23, HFC-23, R-23        |               |
| CHClF2  | 86,47       | Difluorklormetan  | Metylklordifluorid | HCFC-22, R-22                 |               |
| CHCl2F  | 102,92      | Fluordiklormetan  | Metyldiklorfluorid | Freon 21, Halon 112, R-21     |               |
| CHCl3   | 119,38      | Triklormetan      | Kloroform          | Freon 20, R-20                |               |
| CHF2Br  | 130,92      | Bromdifluormetan  | Metyldifluorbromid | Halon 1201, HBFC-22B1, R-22B1 |               |
| CHCl2Br | 163,80      | Bromdiklormetan   | Metyldiklorbromid  | BDCM                          |               |
| CHFBr2  | 191,83      | Dibromfluormetan  | Metylfluordibromid | DBFM                          |               |
| CHClBr2 | 208,28      | Dibromklormetan   | Metylklordibromid  | CDBM                          |               |
| CHBr3   | 252,73      | Tribrommetan      | Bromoform          | R-20B3                        |               |
| CHI3    | 393,73      | Trijodmetan       | Jodoform           | —                             |               |